# Молодогвардійське (Казахстан)
Молодогвардійське (каз. Молодогвардейск) — село у складі району Магжана Жумабаєва Північноказахстанської області Казахстану. Адміністративний центр та єдиний населений пункт Молодогвардійського сільського округу.
Населення — 418 осіб (2021; 809 у 2009, 1235 у 1999, 1394 у 1989).
Національний склад станом на 1989 рік:
- росіяни — 43 %
- казахи — 24 %.